# Tom Feeney (cầu thủ bóng đá)
Thomas Wilfred Feeney (26 tháng 8 năm 1910 – 5 tháng 3 năm 1973), thường được biết đến với tên gọi Tom Feeney hay Wilf Feeney, là một cầu thủ bóng đá người Anh ghi 36 bàn thắng trong 130 lần ra sân ở Football League thi đấu ở vị trí tiền đạo trung tâm hoặc Tiền đạo tầm xa cho Newcastle United, Notts County, Lincoln City, Stockport County, Halifax Town, Chester và Darlington trong thập niên 1930. Ông bắt đầu sự nghiệp ở bóng đá non-league cùng với Grangetown St Mary's và Whitby United.